# 湘江路浏阳河隧道
湘江路浏阳河隧道位于湖南省长沙市城北的新河三角洲浏阳河入湘江口处，为连接湘江路的主通道。隧道地处三汊矶大桥以南、银盆岭大桥以北，呈南北走向，为东西双孔隧道，双孔隧道线间距最小为18米，洪水位按300年一遇的结构设计，隧道进出口两端设有重达几十吨的防淹门，可以防止暴雨等恶劣天气带来的洪涝灾害。隧道南端位于湘江路北段与三角洲横二路交接处，北端位于湘江路北段与金泰路交接处。全长1910米，其中暗埋隧道长度1400米，敞开段长510米。东、西双孔隧道宽均为11米，净高7米，每孔两车道，设计时速50公里，工程总投资概算5.5亿元。隧道于2007年12月正式开工，西线于2009年7月5日贯通，东线于2009年7月28日贯通，全线于2009年10月1日通车。

## 工程意义
湘江路浏阳河隧道建成后，湘江路北段城区部分整体贯通并继续向北延伸；2010年1月5日捞刀河大桥竣工通车，湘江路从猴子石大桥至沙河全线贯通。2010年12月17日全长全长10.5公里的湘江路北延至位于望城区丁字镇境内的湘江长沙枢纽工程路段的建设项目启动，预计从湘江长沙航电枢纽至湖南京港澳高速复线长湘段铜官互通将在时机成熟时修建。届时，湘江路成为长沙河东地区南北快速通道，同时也使得湘江风光带延伸至长沙全境。

## 工程特点
湘江路浏阳河隧道通过区域地质为泥质胶结砾岩，隧道为超浅埋、大跨度的河底隧道之一，离浏阳河底只有14米。为确保施工安全，隧道施工时进行了特殊处理，开挖前就采取了超前支护，实行全断面帷幕灌浆和超前大管棚施工方。开挖时采用钢筋绑扎的方式，隧道拱墙厚度达50厘米，仰拱厚度达60厘米，确保隧道两侧最大受力区可承受的力量达3500吨每平方米。